# Olof Winnerstrand

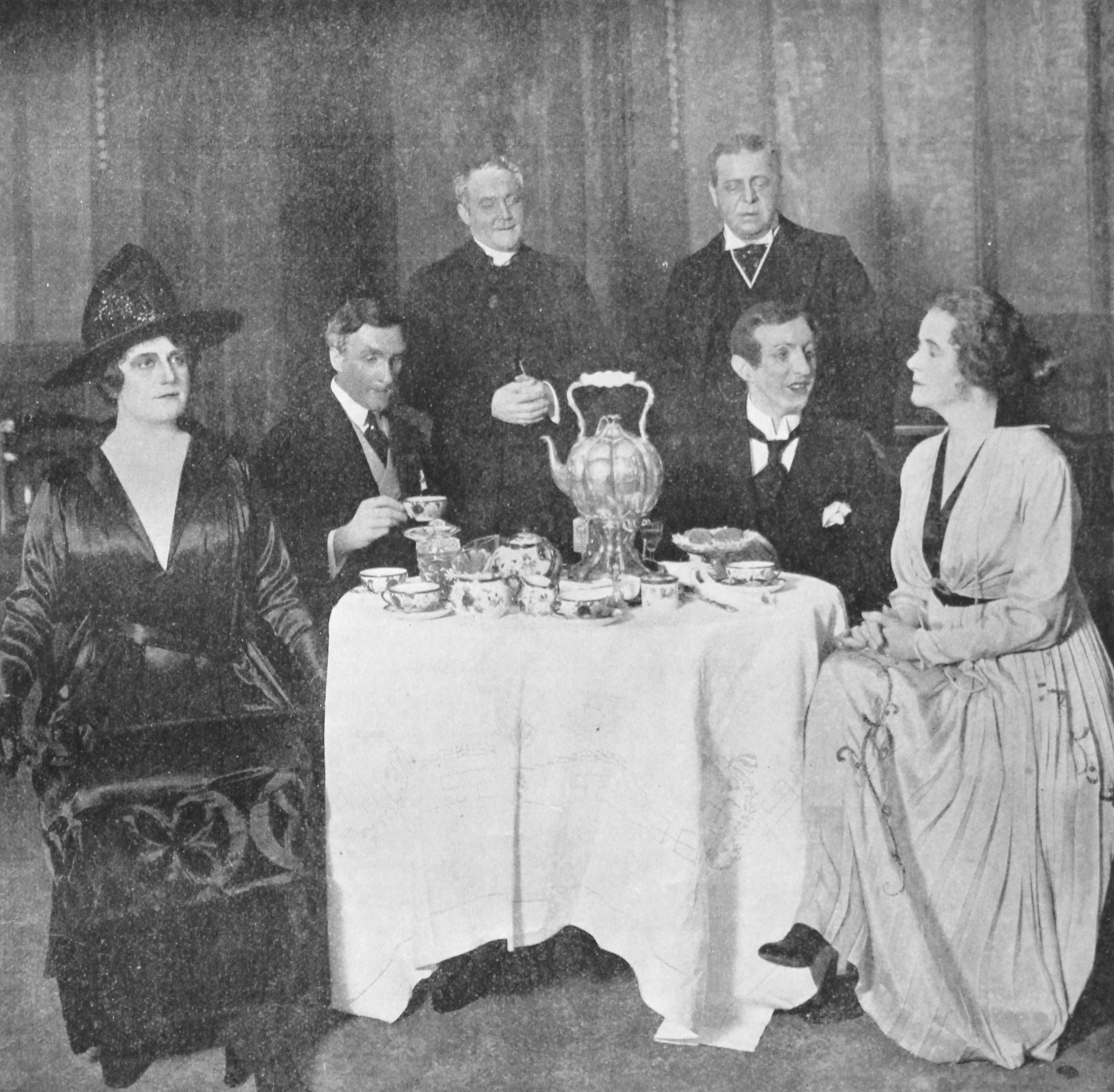
Winnerstrand (sittande med kaffekopp) i Langdon Mitchells Äktenskapskarusellen på Vasan. Övriga fr. v.: Lisa Ranft, Hugo Tranberg, Fredrik Hedlund, Erik Petschler och Frida Winnerstrand.

Karl Olof Magnus Winnerstrand, född 26 augusti 1875 i Stockholm, död 16 juli 1956 i Stockholm, var en svensk skådespelare.
Olof Winnerstrand var under sitt verksamma yrkesliv som teaterskådespelare mellan åren 1901 och 1949 framförallt engagerad vid Vasateatern och Dramaten. Han filmdebuterade 1920 i Pauline Brunius kortfilm De läckra skaldjuren, och kom sammanlagt att medverka i drygt 50 filmer mellan åren 1920 och 1954. Han gifte sig med skådespelarkollegan Frida Kumlin år 1906.

## Biografi
Olof Winnerstrand var anställd vid Vasateatern mellan åren 1906 och 1919 och sedan vid Dramaten mellan åren 1919 och 1949. Under 1930-, 1940- och 1950-talen hade han flera filmroller. Han kom under årens lopp att samarbeta med samtliga stora filmregissörer i Sverige som Gustaf Molander, Alf Sjöberg, Hasse Ekman och Ingmar Bergman. Mest känd för dagens publik är han för sin starka biroll i filmen Hets från år 1944. Han räknas som en av våra allra största teateraktörer under 1900-talet och debuterade som skådespelare redan år 1901 på gamla stadsteatern i Helsingborg.

### Tidiga år och genombrott på Vasan
Olof Winnerstrand växte upp på Norrlandsgatan 11 i Stockholm där familjen bodde ovanför faderns guldsmedsaffär. Fadern CA Winnerstrand var juvelerare och guldsmed och han var en välkänd profil i sekelskiftets Stockholm. Han ville att sonen skulle gå i hans fotspår och överta rörelsen. Från början gick Olof Winnerstrand i faderns fotspår och han arbetade ett par år, 1899–1901, som guldsmed. Hans längtan till teatern tog så småningom överhanden. Hans mor hade avkrävt ett löfte från Dramatens dåvarande chef Nils Personne att inte anta sonen till Dramatens elevskola. Olof Winnerstrand fick däremot anställning vid Emil Hillbergs teatersällskap där han arbetade åren 1901 och 1902. På teatersällskapet träffade han sin framtida hustru Frida. Mellan åren 1902 och 1904 arbetade han vid Hjalmar Selanders teatersällskap.
Olof Winnerstrand spelade ofta på scenen mot sin hustru Frida Winnerstrand. Deras samspel var både berömt och beundrat på sin tid - de var ett välkänt och oerhört omtyckt skådespelarpar. Tillsammans var de i unga år den drivande kraften i ensemblen på Vasateatern, där han arbetade mellan åren 1906 och 1919 och hustrun mellan åren 1905 och 1919. De båda gjorde framförallt succé i huvudroller mot varandra i franska farser av Georges Feydeau och Georges Berr, och i engelska komedier av Oscar Wilde och George Bernard Shaw. De blev därmed skådespelare vid flera av dessa pjäsers urpremiärer i Sverige eftersom Vasateaterns chef Albert Ranft hade personlig kontakt med bland andra George Bernhard Shaw och såg till att hans pjäser blev översatta till svenska.
Den engelska humorn passade Olof Winnerstrand som med sin spelglädje och naturlighet på scen snabbt blev ett av de hetaste namnen i Stockholms teatervärld, särskilt hos publiken. Bland Olof Winnerstrands största succéer under de tidiga åren på Vasateatern kan nämnas Oscar Wildes Mr. Ernest (The Importance Of Being Earnest), George Bernard Shaws Man kan aldrig veta, Bland bålde riddersmän, Äktenskapskarusellen av Langdon Mitchell och Häxmästaren av Georges Berr.

### Dramaten ochFamiljen Björck
På Dramaten, som både han och hustrun Frida gick över till år 1919, fortsatte han med flera framgångsrika roller, bland annat som Kungen av Babylon i Marc Connellys Guds gröna ängar, Måns Sommar i August Strindbergs Mäster Olof, Fabrikör Åvik i Birger Sjöbergs Kvartetten som sprängdes, Alfred Jingle i Pickwick-klubben, Richard Greatham i Noël Cowards Höfeber, Frank Haines i Dodie Smiths En sån dag!, Don Pedro i Shakespeares Mycket väsen för ingenting, Titus Jaywood i Mark Reeds Älskling, jag ger mig och Peithetairos i Aristofanes Fåglarna.
Under 1930- och 1940-talen fick han alltmer blandade och större uppgifter på scenen, och blev en hett eftertraktad karaktärsskådespelare även i mer tyngre och allvarliga roller. Han fick bland annat stort beröm för sitt porträtt av pappa Nat Miller i Eugene O'Neills pjäs Ljuva ungdomstid (Ah, Wilderness!) år 1935, mot Frida Winnerstrand som mamma Miller och med bland andra Frank Sundström och Gunn Wållgren i rollerna som deras barn. Uppsättningen genomförde en turné med Riksteatern året därpå  
```
i 
George Bernard Shaws
 
Man kan aldrig veta
, 
Vasateatern
, 
1908
```

Han gjorde 119 roller på Dramaten, vilket innebär i genomsnitt 6–7 roller per spelår, mellan åren 1919 och 1949 och anses han vara en av Dramatens främsta skådespelare under 1900-talet.
Tillsammans med hustrun Frida Winnerssom hette Familjen Björck på gång vid sidan av uppgifterna på Dramatenk. Radioserien var mäkta populär och kan till upplägg och handling liknas som motsvarighet till TV-serien Svensson, Svensson. Serien som utspelade sig i nutid, hade formatet av en "sitcom" där man i olika dråpliga episoder/sketcher får träffa familjen Björck till vardags i olika situationer: bland släkt och vänner, på resor, vid julfirande, etc. Familjen bestod av Pappa Gösta Björck, mamma Karin Björck, sonen Ville och dottern Greta. Hundratusentals radiolyssnare (även i Finland, Danmark och Norge) följde serien och man spelade in två avsnitt i månaden under år 1936–1943 och därför kunde man i serien också följa samhällets utveckling och spegla tidens händelser. Exempelvis fanns det bland annat avsnitt som "Familjen Björck i Garmisch-Partenkirchen" (Olympiska vinterspelen 1936) och "Familjen i beredskap" (Andra världskriget). År 1940 gjordes även en filmversion av teaterserien som Anders Henrikson regisserade.

### Filmkarriär och senare år
Vid sidan av teatern och Familjen Björck var Olof Winnerstrand även en flitigt anlitad filmaktör och han var omåttligt populär hos biopubliken. Behövde man en sympatisk, äldre herre med hjärtat på rätta stället eller en bohemisk greve med glimten i ögat, så var det garanterat Winnerstrand man vände sig till först. Han var den skådespelaren av den äldre generationen som "kunde allt", såväl i komedi- som karaktärsroller. Han förekommer på så vis i många starka biroller på film, till exempel som bokförläggare i Annonsera, nybliven och lekande farfar i Familjens hemlighet 1936, greve i Blixt och dunder 1938, teateröverhuvudet Karl-Hugo Anker i Hasse Ekmans Kungliga patrasket 1945 och som byoriginalet Agrippa Prästberg i filmversionen av Selma Lagerlöfs Kejsaren av Portugallien 1946. Biroller av det lite allvarligare slaget gjorde han i Alf Sjöbergs Hets år 1944 (där han gör skolans rektor), som Hugo Sjöwall i Hasse Ekmans Medan porten var stängd år 1946, som sträng far i Kvinna utan ansikte år 1947 och som kyrkoherde i Ingmar Bergmans tidiga drama Musik i mörker år 1948. Största filmrollerna gör han som Greve Örnclou i Ungkarlspappan (1935), i Familjen Björck (1940) - där han förstås gör huvudrollen som Gösta Björck! - och i komedin Det glada kalaset år 1946 (regisserad av Bengt Ekerot), som den buttre ensamvargen John Frank som väcks upp ur sin tjuriga ensamhet och tristess av en sprudlande Sickan Carlsson; en roll som gjorde att han även belönades med dåtidens främsta svenska filmpris Chaplin-statyetten för Bästa skådespelare (framröstad av Aftontidningens läsare), samt med Svenska Filmsamfundets hedersplakett.
Privat (kan man åtminstone läsa i Myggans nöjeslexikon!) var Olof Winnerstrand en oklanderlig gentleman, som gärna flanerade på Strandvägen med hustrun Frida vid sin sida (och familjens tax!). "Olle" (som han kort och gott kallades i vänkretsen) var mycket omtyckt och respekterad även bland sina kollegor; för sin enkla och jordnära framtoning, sin humanism och sin ironiska glimten-i-ögat-humor. Bland kollegorna vid teatern var han var även känd som en mästare på att lägga masker - liksom exempelvis Anders Henrikson och Karl Gerhard - och för sin välklädda stil och sobra elegans privat!
Olof Winnerstrand gick i pension som teaterskådespelare år 1945, men återkom ändå i ytterligare tre gästroller på Dramaten där hans sista blev som Charley i den numera klassiska pjäsen En handelsresandes död av Arthur Miller år 1949. Han fortsatte dock att filma under resten av sitt liv och medverkade till exempel i ett flertal minnesvärda Sickan Carlsson-filmer med Schamyl Bauman som regissör, bland annat Skolka skolan år 1949, Frökens första barn år 1950, Klasskamrater år 1952 och Dans på rosor år 1954. Han framträdde också mycket i radio under sina sista levnadsår, där han bland annat blev känd som en uppskattad uppläsare av flertalet Hasse Z-historier (några av dessa spelade han även in på skiva) och i radioteater-framträdanden.
Sin allra sista filmroll gjorde Olof Winnerstrand i Ingmar Bergmans komedi En lektion i kärlek år 1954, då 79 år gammal. Han avled 1956 och är begravd på Norra begravningsplatsen utanför Stockholm (Solna kommun).

## Filmografi (i urval)
- 1920 – De läckra skaldjuren
- 1920 – Ombytta roller
- 1920 – Trollsländan
- 1921 – Lev livet leende
- 1921 – Ryggskott
- 1924 – Herr Vinners stenåldersdröm
- 1926 – Giftas
- 1932 – Modärna fruar
- 1935 – Ungkarlspappan
- 1936 – Äventyret
- 1936 – Familjens hemlighet
- 1937 – Ryska snuvan
- 1937 – John Ericsson – segraren vid Hampton Roads
- 1938 – Blixt och dunder
- 1939 – Filmen om Emelie Högqvist
- 1940 – Familjen Björck
- 1940 – Romans
- 1940 – Juninatten
- 1944 – Stopp! Tänk på något annat
- 1944 – Hets
- 1944 – Kejsarn av Portugallien
- 1944 – Jag är eld och luft
- 1944 – Den osynliga muren
- 1945 – Rosen på Tistelön
- 1945 – Gomorron Bill!
- 1945 – Kungliga patrasket
- 1946 – Medan porten var stängd
- 1946 – Begär
- 1946 – Det är min modell
- 1946 – Det glada kalaset
- 1947 – Jag älskar dig, Karlsson!
- 1947 – Kvinna utan ansikte
- 1947 – En fluga gör ingen sommar
- 1948 – Musik i mörker
- 1948 – En svensk tiger
- 1949 – Skolka skolan
- 1949 – Kärleken segrar
- 1950 – Min syster och jag
- 1950 – Kastrullresan
- 1950 – Frökens första barn
- 1950 – Fästmö uthyres
- 1950 – Kvartetten som sprängdes
- 1950 – Kyssen på kryssen
- 1951 – Min vän Oscar
- 1952 – Klasskamrater
- 1953 – Vi tre debutera
- 1953 – Flickan från Backafall
- 1954 – Dans på rosor
- 1954 – En lektion i kärlek
- 1959 – Djurgårdsmässan

## Teater

### Roller
| År   | Roll                                         | Produktion                                                                                    | Regi                     | Teater                   |
| ---- | -------------------------------------------- | --------------------------------------------------------------------------------------------- | ------------------------ | ------------------------ |
| 1905 |                                              | Antoinette Sabrier Romain Coolus                                                              |                          | Dramatiska Teatern       |
| 1906 |                                              | Älskaren från Brasilien Lucien Armont                                                         |                          | Vasateatern              |
| 1907 | Algernon Montford                            | Mister Ernst (The Importance of Being Ernest) Oscar Wilde                                     |                          | Vasateatern              |
| 1907 |                                              | Fernands giftermål Georges Feydeau                                                            |                          | Vasateatern              |
| 1907 |                                              | Herculespillerna Maurice Hennequin                                                            |                          | Vasateatern              |
| 1907 | Fredrik "Frida" Hamann                       | Två gånger två är fem Gustav Wied                                                             |                          | Vasateatern              |
| 1907 |                                              | Cathérine Henri Lavedan                                                                       |                          | Vasateatern              |
| 1908 | Dr Valentine                                 | Man kan aldrig veta George Bernard Shaw                                                       |                          | Vasateatern              |
| 1908 |                                              | Det nya huset Thore Blanche                                                                   |                          | Vasateatern              |
| 1908 |                                              | Amatörtjuven (Raffles, The Amateur Cracksman) E. W. Hornung och Eugene Presbrey               |                          | Vasateatern              |
| 1908 |                                              | Har ni något att förtulla? Maurice Hennequin                                                  |                          | Vasateatern              |
| 1908 | Ioë Iackson                                  | Fröken Josette - min hustru Paul Gavault och Robert Charvay                                   |                          | Vasateatern              |
| 1908 | Sir Guy de Vere                              | Bland bålde riddersmän Harriett Jay                                                           | Knut Nyblom              | Vasateatern              |
| 1910 | Barisart                                     | Sendraget Maurice Hennequin                                                                   | Knut Nyblom              | Vasateatern              |
| 1910 | Doktor O'Farrel                              | Penelope Somerset Maugham                                                                     | Albert Ranft Knut Nyblom | Vasateatern              |
| 1910 | Fritz Dönhoff                                | Löjtnanten som förmyndare Leo Walter Stein                                                    | Knut Nyblom              | Vasateatern              |
| 1910 | Henri Calvel                                 | Utan inbjudningskort Tristan Bernard                                                          | Knut Nyblom              | Vasateatern              |
| 1911 | Jimmy Valentine                              | Alias Jimmy Valentine Paul Armstrong                                                          | Knut Nyblom              | Vasateatern              |
| 1911 | Léopold Versaquette                          | Coralie och Co Maurice Hennequin och Albin Valabrègue                                         | Knut Nyblom              | Vasateatern              |
| 1911 | Hippolyte Bocard                             | Ballongen Paul Armont och Nicolas Nancey                                                      | Knut Nyblom              | Vasateatern              |
| 1911 | Michel Bouflette                             | 1.000.000 Georges Berr och Marcel Guillemand                                                  | Knut Nyblom              | Vasateatern              |
| 1911 | Maxime                                       | Spökhotellet Georges Feydeau och Maurice Desvalliéres                                         | Albert Ranft             | Oscarsteatern            |
| 1912 |                                              | Min baby Margaret Mayo och Theo Wall                                                          |                          | Vasateatern              |
| 1912 |                                              | Korsdraget Ellen Lundberg-Nyblom                                                              |                          | Vasateatern              |
| 1912 | Amandus Schager                              | Leda och svanen Algot Sandberg                                                                | Knut Nyblom              | Vasateatern              |
| 1912 | Gunnar Berger                                | Kommanditbolaget Wall, Berger & C:o Einar Fröberg                                             | Knut Nyblom              | Vasateatern              |
| 1912 | Tusse Corwin                                 | 4711 Algot Sandberg                                                                           | Knut Nyblom              | Vasateatern              |
| 1912 | Bernhard (Bunny) Darrel                      | Den nakna sanningen (The Naked Truth) George Paston och W.B. Maxwell                          | Knut Nyblom              | Vasateatern              |
| 1912 | Jack                                         | Hur man vinner en man (The Lottery Man) Rida Johnson-Young                                    | Knut Nyblom              | Vasateatern              |
| 1913 | Rikard Brander                               | En äkta man Karl Hedberg                                                                      |                          | Vasateatern              |
| 1913 | Algernon Montford                            | Mister Ernst (The Importance of Being Ernest) Oscar Wilde                                     |                          | Vasateatern              |
| 1913 | Verner von Hettwitz                          | Min herr far Franz Arnold och Victor Arnold                                                   | Knut Nyblom              | Vasateatern              |
| 1913 | Anton Melzer                                 | Som man är klädd... Gábor Drégely                                                             | Knut Nyblom              | Vasateatern              |
| 1913 | Alfred                                       | Ett modernt äktenskap (Das paar nach der mode) Raoul Auernheimer                              | Knut Nyblom              | Vasateatern              |
| 1913 | Octave Rosimond                              | Borgmästarinnan Maurice Hennequin och Pierre Veber                                            | Albert Ranft             | Vasateatern              |
| 1914 | Henrik Fjellner                              | Spanska flugan (Die spanische Fliege) Franz Arnold och Ernst Bach Översättning Algot Sandberg | Knut Nyblom              | Vasateatern              |
| 1914 | Stephen Baird                                | Kontanter (Ready Money) James Montgomery                                                      | Knut Nyblom              | Vasateatern              |
| 1914 | Hector                                       | Hon – eller ingen (Une affaire scandaleuse) Paul Gavault och Maurice Ordonneau                | Knut Nyblom              | Vasateatern              |
| 1914 | Ferdinand Winkler                            | Kompanjonen (Der Compagnon) Adolph L'Arronge                                                  | Knut Nyblom              | Vasateatern              |
| 1914 | Raoul Tanneràn                               | När fruarna resa André Monetzi-Eon och Nicolas Nancey                                         | Knut Nyblom              | Vasateatern              |
| 1914 | Wolfgang Amadeus                             | Trötte Teodor Max Neal och Max Ferner                                                         | Knut Nyblom              | Vasateatern              |
| 1915 | Paul Lindemann                               | Nattfrämmande Fritz Friedmann-Frederich                                                       |                          | Vasateatern              |
| 1915 | Richard Dunn                                 | Niobe Harry Paulton och Edward Paulton                                                        | Oscar Byström            | Vasateatern              |
| 1915 | De Fontanet                                  | Ferdinands giftermål Georges Feydeau                                                          |                          | Vasateatern              |
| 1915 | Puzser                                       | Försvarsadvokaten Ferenc Molnár                                                               | Knut Nyblom              | Vasateatern              |
| 1916 | Ambrose Peale                                | Annonsera! Roi Cooper Megrue och Walter Hackett                                               | Knut Nyblom              | Vasateatern              |
| 1916 | Vicomte Stanislas                            | Krigsäran Maurice Hennequin                                                                   | Knut Nyblom              | Vasateatern              |
| 1916 | Bernhard Tully                               | Lilla tuttenuttan Anthony L. Ellis                                                            | Knut Nyblom              | Vasateatern              |
| 1917 | Jarvis                                       | Diamanten Horace Hedges och Wigney Percyval                                                   | Knut Nyblom              | Vasateatern              |
| 1917 | Rex Cunningham                               | Fru Carolines friare Somerset Maugham                                                         | Knut Nyblom              | Vasateatern              |
| 1917 | Lambrisset                                   | Fru Marjolins gudson Maurice Hennequin, Pierre Veber och Henry de Gorsse                      | Knut Nyblom              | Vasateatern              |
| 1917 |                                              | Man kan aldrig veta George Bernard Shaw                                                       |                          | Djurgårdsteatern         |
| 1917 | Christoffer Brent                            | Pultronen Lechmere Worrall och Harold Terry                                                   | Knut Nyblom              | Vasateatern              |
| 1917 | Richard Trotter                              | Lilla yrhättan H. M. Harwood                                                                  | Knut Nyblom              | Vasateatern              |
| 1917 | Rickard Bergin                               | Dollarmiljonen Anders Eje                                                                     | Knut Nyblom              | Vasateatern              |
| 1918 | John Karslake                                | Äktenskapskarusellen Langdon Mitchell                                                         |                          | Vasateatern              |
| 1918 | Beverley                                     | Häxmästaren Georges Berr och Louis Verneuil                                                   | Knut Nyblom              | Vasateatern              |
| 1918 | Oscar de Boisselin                           | Damen från bion Nicolas Nancey och Jean Rieux                                                 | Knut Nyblom              | Vasateatern              |
| 1918 | Martin Laurentius                            | Den bättre hälften Franz Arnold och Ernst Bach                                                | Knut Nyblom              | Vasateatern              |
| 1919 | Dr Valentine                                 | Man kan aldrig veta George Bernard Shaw                                                       |                          | Djurgårdsteatern         |
| 1919 | Vicomte Goring                               | En idealisk äkta man Oscar Wilde                                                              | Karl Hedberg             | Dramaten                 |
| 1919 | Kabinettssekreteraren                        | Fanvakt Otto Rung                                                                             | Tor Hedberg              | Dramaten                 |
| 1920 | Julius                                       | Paradsängen Gunnar Heiberg                                                                    | Karl Hedberg             | Dramaten                 |
| 1920 | Otto Knäblein                                | Det röda bandet Carl Mathern och Toni Impekoven                                               | Karl Hedberg             | Dramaten                 |
| 1920 | Ernst Scholz                                 | Markis von Keith Frank Wedekind                                                               | Karl Hedberg             | Dramaten                 |
| 1920 | Adhédmar de Gratignan                        | Låt oss skiljas Victorien Sardou och Émile de Najac                                           | Karl Hedberg             | Dramaten                 |
| 1920 | Valentin Le Barroyer                         | Äventyret Gaston Arman de Caillavet och Robert de Flers                                       | Karl Hedberg             | Dramaten                 |
| 1921 | Pantalone                                    | Turandot Carlo Gozzi                                                                          | Olof Molander            | Dramaten                 |
| 1921 | Julien de Moreuil                            | Resan till Le Havre Louis Verneuil                                                            | Tor Hedberg              | Dramaten                 |
| 1921 | Balthazar                                    | Hemkomsten Robert de Flers och Francis de Croisset                                            | Karl Hedberg             | Dramaten                 |
| 1921 | Randal Utterword                             | Villa Hjärtedöd George Bernard Shaw                                                           | Karl Hedberg             | Dramaten                 |
| 1921 | Abel                                         | Porträttet Karl Sloboda                                                                       | Karl Hedberg             | Dramaten                 |
| 1921 | Dennis Lestrange                             | Jokern H. Marsh Harwood                                                                       | Olof Molander            | Dramaten                 |
| 1922 | Axel Nordin                                  | Andras affärer Gustaf af Geijerstam                                                           | Gustaf Linden            | Dramaten                 |
| 1922 | Baron Fröde                                  | Erna Einar Fröberg                                                                            | Gustaf Linden            | Dramaten                 |
| 1922 | Arnold Champion-Cheney                       | Cirkeln W. Somerset Maugham                                                                   | Gustaf Linden            | Dramaten                 |
| 1922 | Peter Peter                                  | Peter Peter Curt Goetz                                                                        | Karl Hedberg             | Dramaten                 |
| 1922 | Tito Fanti                                   | Scampolo Dario Niccodemi                                                                      | Gustaf Linden            | Dramaten                 |
| 1922 | Theodor Kaiser                               | Älskog Arthur Schnitzler                                                                      | Karl Hedberg             | Dramaten                 |
| 1922 | Michel Alexis                                | Storfursten Sacha Guitry                                                                      | Olof Molander            | Dramaten                 |
| 1923 | Leonard                                      | Vägen till Dover A. A. Milne                                                                  | Karl Hedberg             | Dramaten                 |
| 1923 | Algernon Montford                            | Mister Ernest (The Importance of Being Ernest) Oscar Wilde                                    | Gustaf Linden            | Dramaten                 |
| 1923 | Flemming                                     | Sköldpaddskammen Richard Kessler                                                              | Karl Hedberg             | Dramaten                 |
| 1923 | Fadern Pastor Immanuel Kamp Henry E Pedersen | Föräldrar Otto Benzon                                                                         | Olof Molander            | Dramaten                 |
| 1923 | Mr Crichton                                  | Den beundrandsvärde Crichton J. M. Barrie                                                     | Karl Hedberg             | Dramaten                 |
| 1923 | Marlow d y                                   | Värdshuset Råbocken Oliver Goldsmith                                                          | Olof Molander            | Dramaten                 |
| 1924 | Holger Kruse                                 | Äventyrens värld Christian Günther                                                            | Karl Hedberg             | Dramaten                 |
| 1924 | Knock                                        | Knock Jules Romains                                                                           | Karl Hedberg             | Dramaten                 |
| 1925 | Gaston Rieux                                 | Kameliadamen Alexandre Dumas d. y.                                                            | Olof Molander            | Dramaten                 |
| 1925 | Bo Swedenhielm                               | Swedenhielms Hjalmar Bergman                                                                  | Gustaf Linden            | Dramaten                 |
| 1925 | Ernest Steele                                | Storstädning Frederick Lonsdale                                                               | Olof Molander            | Dramaten                 |
| 1925 | En herre från anno 1920                      | Sankta Johanna George Bernard Shaw                                                            | Gustaf Linden            | Dramaten                 |
| 1926 | Baron Tito Belcredi                          | Henrik IV Luigi Pirandello                                                                    | Gustaf Linden            | Dramaten                 |
| 1926 | Thornton Clay                                | Societet W. Somerset Maugham                                                                  | Gustaf Linden            | Dramaten                 |
| 1926 | Baronen av Ripafratta                        | Värdshusvärdinnan Carlo Goldoni                                                               | Karl Hedberg             | Dramaten                 |
| 1927 | Clavaroche                                   | Ljusstaken Alfred de Musset                                                                   | Olof Molander            | Dramaten                 |
| 1927 | Vincent Vint                                 | Ombord Prins Wilhelm                                                                          | Olof Molander            | Dramaten                 |
| 1927 | Georges Duprat                               | Doktor Mirakel Robert de Flers och Franois de Croisset                                        | Karl Hedberg             | Dramaten                 |
| 1927 | Hertig Esteban de Santaguano                 | Markisinnan Noel Coward                                                                       | Karl Hedberg             | Dramaten                 |
| 1927 | Argan                                        | Den inbillade sjuke Molière                                                                   | Olof Molander            | Dramaten                 |
| 1928 | Greve Lande                                  | Hoppla, vi lever! Ernst Toller                                                                | Per Lindberg             | Dramaten                 |
| 1928 | Greve Murrey                                 | Diktatorn Jules Romains                                                                       | Per Lindberg             | Dramaten                 |
| 1928 | Puzzér                                       | Försvarsadvokaten Ferenc Molnar                                                               | Karl Hedberg             | Dramaten                 |
| 1928 | Ham Carve                                    | Ryktbarhet Arnold Bennett                                                                     | Gustaf Linden            | Dramaten                 |
| 1928 | Peithetairos                                 | Fåglarna Aristofanes                                                                          | Olof Molander            | Dramaten                 |
| 1929 | Léopold                                      | Den oemotståndlige Jean Sarment                                                               | Olof Molander            | Dramaten                 |
| 1929 | Gilbert Maréchal                             | Nyss utkommen! Édouard Bourdet                                                                | Gustaf Linden            | Dramaten                 |
| 1929 | Robineau                                     | Siegfried Jean Giraudoux                                                                      | Olof Molander            | Dramaten                 |
| 1929 | Johan                                        | Ringen du gav mig Oscar Rydqvist                                                              | Per Lindberg             | Dramaten                 |
| 1930 | Laurent Castel-Bénac                         | Topaze Marcel Pagnol                                                                          | Gustaf Linden            | Dramaten                 |
| 1930 | Sir Basil Winterton                          | Ungkarlspappan Edward Childs Carpenter                                                        | Olof Molander            | Dramaten                 |
| 1931 | Teaterdirektören                             | Thalias barn Tor Hedberg                                                                      | Gustaf Linden            | Dramaten                 |
| 1931 | Alfred Granger                               | Fadershjärtat W. Somerset Maugham                                                             | Alf Sjöberg              | Dramaten                 |
| 1931 | Pierre Larget                                | Känslornas marknad Roger Ferdinand                                                            | Gustaf Linden Ivar Kåge  | Dramaten                 |
| 1931 | Max                                          | Fru Celias moral Benn W. Levy                                                                 | Alf Sjöberg              | Dramaten                 |
| 1931 | Vanhattan, amerikansk ambassadör             | Karusellen George Bernard Shaw                                                                | Gustaf Linden            | Dramaten                 |
| 1931 | Dick Fernell                                 | Jag har varit en tjuv! Sigfrid Siwertz                                                        | Olof Molander            | Dramaten                 |
| 1931 | Alfred Jingle                                | Pickwick-klubben František Langer efter Charles Dickens                                       | Olof Molander            | Dramaten                 |
| 1932 | Prins Justus                                 | Majestät Marika Stiernstedt                                                                   | Olof Molander            | Dramaten                 |
| 1932 | Lucien Galvoisier                            | Fröken Jacques Deval                                                                          | Olof Molander            | Dramaten                 |
| 1932 | Ivan Alexandrovitj Chlestakov                | Revisorn Nikolaj Gogol                                                                        | Alf Sjöberg              | Dramaten                 |
| 1932 | Kungen av Babylon                            | Guds gröna ängar Marc Connelly                                                                | Olof Molander            | Dramaten                 |
| 1932 | Alfred Byng                                  | Kvinnans list Lionel Brown                                                                    | Alf Sjöberg              | Dramaten                 |
| 1932 | Falk                                         | Över förmåga Björnstjerne Björnson                                                            | Alf Sjöberg              | Dramaten                 |
| 1933 | Måns Sommar                                  | Mäster Olof August Strindberg                                                                 | Olof Molander            | Dramaten                 |
| 1933 | Sir Basil Winterton                          | Ungkarlspappan Edward Childs Carpenter                                                        | Albert Nycop             | Helsingborgs stadsteater |
| 1933 | Ambrose Godolphin                            | En fågel i handen John Drinkwater                                                             | Rune Carlsten            | Dramaten                 |
| 1933 | Rochenoire                                   | Damen i vitt Marcel Achard                                                                    | Rune Carlsten            | Dramaten                 |
| 1934 | Regnaud                                      | De hundra dagarna Benito Mussolini och Giovacchino Forzano                                    | Rune Carlsten            | Dramaten                 |
| 1934 | Aubrey Bagot                                 | För sant att vara bra George Bernard Shaw                                                     | Rune Carlsten            | Dramaten                 |
| 1934 | Acres                                        | Rivalerna Richard Brinsley Sheridan                                                           | Alf Sjöberg              | Dramaten                 |
| 1934 | Fadinard                                     | Den italienska halmhatten Eugene Labiche                                                      | Olof Molander            | Dramaten                 |
| 1934 | Baron Lumbeck                                | En hederlig man Sigfrid Siwertz                                                               | Alf Sjöberg              | Dramaten                 |
| 1934 | Markis Fabio Colli                           | Anständighetens vällust Luigi Pirandello                                                      | Anders de Wahl           | Dramaten                 |
| 1935 | Fabrikör Åvik                                | Kvartetten som sprängdes Birger Sjöberg                                                       | Rune Carlsten            | Dramaten                 |
| 1935 | Emile Goinart                                | Trots allt Henry Bernstein                                                                    | Rune Carlsten            | Dramaten                 |
| 1935 | Nat Miller                                   | Ljuva ungdomstid Eugene O'Neill                                                               | Rune Carlsten            | Dramaten                 |
| 1935 | Parmeline                                    | Den gröna fracken Gaston Arman de Caillavet                                                   | Rune Carlsten            | Dramaten                 |
| 1936 | Kattong                                      | Hittebarnet August Blanche                                                                    | Rune Carlsten            | Dramaten                 |
| 1936 | Antoine Vanier                               | Huset vid landsvägen Jean Jacques Bernard                                                     | Alf Sjöberg              | Dramaten                 |
| 1936 | Loulou                                       | Kokosnöten Marcel Achard                                                                      | Rune Carlsten            | Dramaten                 |
| 1936 | Alastair                                     | Millionärskan George Bernard Shaw                                                             | Alf Sjöberg              | Dramaten                 |
| 1936 | Don Juan                                     | Spökdamen Calderon de la Barca                                                                | Olof Molander            | Dramaten                 |
| 1936 | Brickman                                     | Fridas visor Birger Sjöberg                                                                   | Rune Carlsten            | Dramaten                 |
| 1937 | Doktor Joseph Lubrin                         | Skönhet Sigfrid Siwertz                                                                       | Alf Sjöberg              | Dramaten                 |
| 1937 | Överintendenten                              | Eva gör sin barnplikt Kjeld Abell                                                             | Rune Carlsten            | Dramaten                 |
| 1937 | Freddy Bang                                  | Vår ära och vår makt Nordahl Grieg                                                            | Alf Sjöberg              | Dramaten                 |
| 1937 | Richard Greatham                             | Höfeber Noël Coward                                                                           | Alf Sjöberg              | Dramaten                 |
| 1937 | Frank Haines                                 | En sån dag! Dodie Smith                                                                       | Rune Carlsten            | Dramaten                 |
| 1937 | Bombidor                                     | Khaki Paul Raynal                                                                             | Alf Sjöberg              | Dramaten                 |
| 1937 | Josef ben Abdullah                           | Kungens paket Staffan Tjerneld och Alf Henrikson                                              | Rune Carlsten            | Dramaten                 |
| 1938 | Redaktör Valand                              | Spel på havet Sigfrid Siwertz                                                                 | Alf Sjöberg              | Dramaten                 |
| 1938 | Titus Jaywood                                | Älskling, jag ger mig… Mark Reed                                                              | Olof Molander            | Dramaten                 |
| 1938 | Hochepot                                     | Sex trappor upp Alfred Gehri                                                                  | Pauline Brunius          | Dramaten                 |
| 1939 | Achille Weber                                | Mitt i Europa Robert E. Sherwood                                                              | Rune Carlsten            | Dramaten                 |
| 1939 | Kammarherren                                 | Paul Lange och Tora Parsberg Björnstjerne Björnson                                            | Rune Carlsten            | Dramaten                 |
| 1939 | Markis de Ploeue                             | Nederlaget Nordahl Grieg                                                                      | Svend Gade               | Dramaten                 |
| 1939 | Ravier de l'Orne                             | Bridgekungen Paul Armont och Léopold Marchand                                                 | Rune Carlsten            | Dramaten                 |
| 1939 | Charles Randolph                             | Guldbröllop Dodie Smith                                                                       | Carlo Keil-Möller        | Dramaten                 |
| 1940 | Don Pedro, prins av Aragonien                | Mycket väsen för ingenting William Shakespeare                                                | Alf Sjöberg              | Dramaten                 |
| 1940 | Lektor Hambräus                              | Medelålders herre Sigfrid Siwertz                                                             | Rune Carlsten            | Dramaten                 |
| 1940 | Martin Vanderhof                             | Koppla av Moss Hart                                                                           | Carlo Keil-Möller        | Dramaten                 |
| 1940 | Fursten                                      | Den lilla hovkonserten Toni Impekoven och Paul Verhoeven                                      | Rune Carlsten            | Dramaten                 |
| 1941 | Des Prunelles                                | Vi skiljas Victorien Sardou och Émile de Najac                                                | Alf Sjöberg              | Dramaten                 |
| 1941 | Richard Drewett                              | Gudarna le A.J. Cronin                                                                        | Carlo Keil-Möller        | Dramaten                 |
| 1942 | Adde                                         | Beredskap Gunnar Ahlström                                                                     | Alf Sjöberg              | Dramaten                 |
| 1942 | Fritz Kelemen, tjänare hos Naughton          | Claudia Rose Franken                                                                          | Carlo Keil-Möller        | Dramaten                 |
| 1942 | Ericsson                                     | Swedenhielms Hjalmar Bergman                                                                  | Carlo Keil-Möller        | Dramaten                 |
| 1942 | Newton Fuller                                | Ut till fåglarna George S. Kaufman och Moss Hart                                              | Alf Sjöberg              | Dramaten                 |
| 1943 | Rodrigue Balbuzard, apotekare                | Vår hemliga dröm Robert Boissy                                                                | Carlo Keil-Möller        | Dramaten                 |
| 1943 | Hans Excellens                               | Den stora skuggan Carlo Keil-Möller                                                           | Carlo Keil-Möller        | Dramaten                 |
| 1943 | Markis de Chamarande                         | Kungen Robert de Flers, Emmanuel Arène och Gaston Arman de Caillavet                          | Rune Carlsten            | Dramaten                 |
| 1944 | Etatsrådet Herming                           | Innanför murarna Henri Nathansen                                                              | Carlo Keil-Möller        | Dramaten                 |
| 1945 | Lindgren                                     | Av hjärtans lust Karl Ragnar Gierow                                                           | Rune Carlsten            | Dramaten                 |
| 1948 | Hartman                                      | En vildfågel Jean Anouilh                                                                     | Rune Carlsten            | Dramaten                 |
| 1948 | Dr Warburton                                 | Släktmötet T S Eliot                                                                          | Alf Sjöberg              | Dramaten                 |
| 1949 | Charley                                      | En handelsresandes död Arthur Miller                                                          | Alf Sjöberg              | Dramaten                 |

## Radioteater

### Roller
| År   | Roll            | Produktion                                  | Regi          |
| ---- | --------------- | ------------------------------------------- | ------------- |
| 1945 | Baron Bäverfelt | Förstklassigt familjepensionat Alice Svensk |               |
| 1948 | des Prunelles   | Vi skiljas Victorien Sardou                 | Rune Carlsten |